# Typhon Neoguri (2014)
Pour les articles homonymes, voir Cyclone tropical Neoguri.
Le typhon Neoguri, appelé Florita aux Philippines, est un cyclone tropical de catégorie 3 de la saison cyclonique 2014 dans le nord-ouest de l'océan Pacifique. Il est prévu qu'il affecte une bonne partie du territoire japonais si bien que près de 90 % du pays est placé en état d'alerte. L'archipel Okinawa est particulièrement exposé puisqu'il est la première terre que touchera le cyclone depuis sa formation. Il devrait ensuite traverser l'archipel japonais du sud-ouest au nord-est en survolant la mégalopole japonaise.

## Évolution météorologique

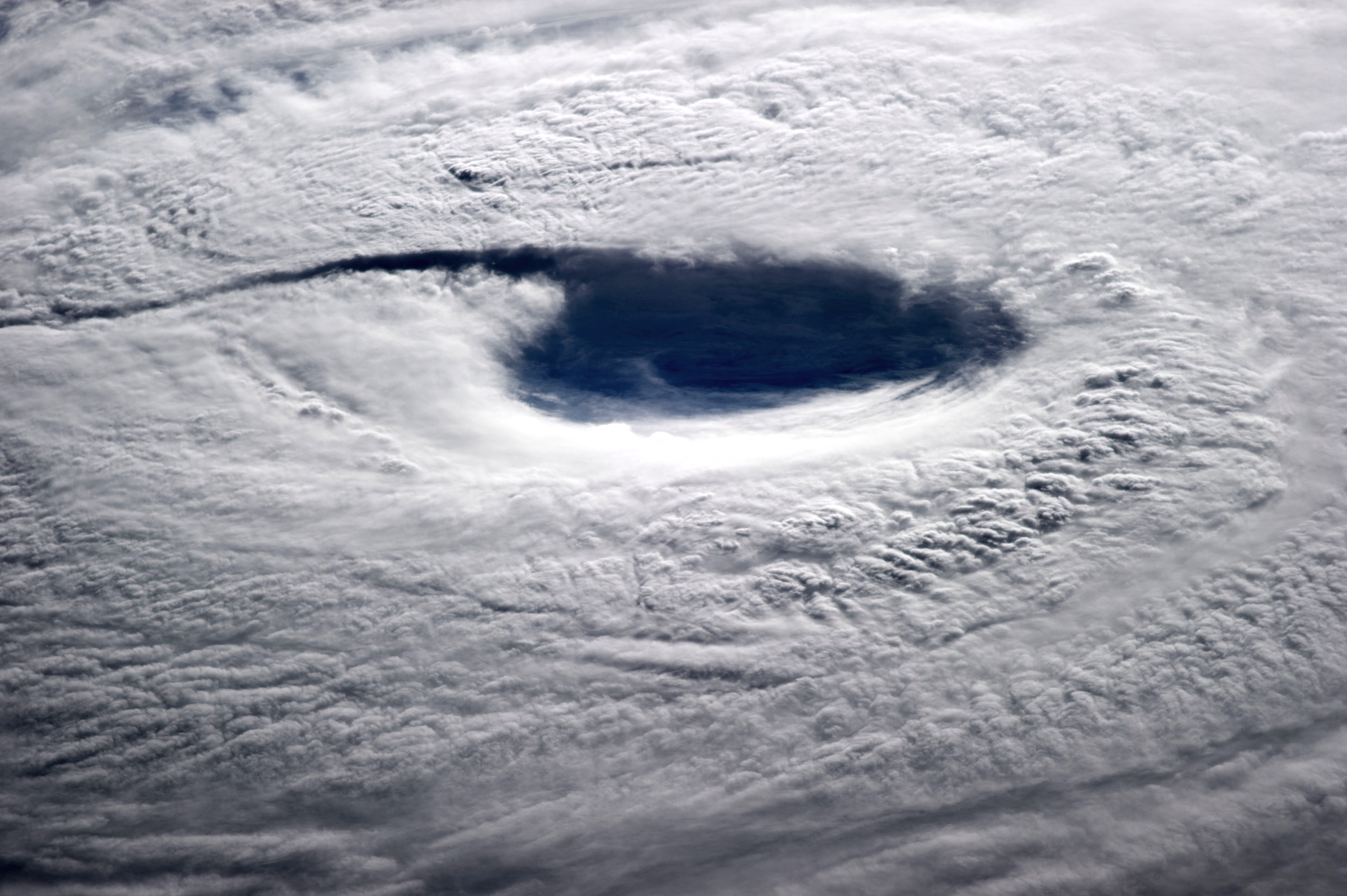
L'œil du typhon Neoguri le 7 juillet 2014 pris depuis la station spatiale internationale.

Tard dans la journée du 30 juin, une perturbation tropicale se forme à 120 nmi (220 km ; 140 mi) à l'est de Chuuk. L'Agence météorologique du Japon (AMJ) rapporte une zone dépressionnaire formé au même endroit le lendemain,,. Tard dans la journée du 2 juillet, l'AMJ la catégorise en dépression tropicale, et le Joint Typhoon Warning Center (JTWC) émet une alerte cyclonique,. Tôt dans la journée du 3 juillet, l'AMJ émet des alertes au cyclone tropical. Le même jour, le JTWC catégorise le système dépressionnaire en tempête tropicale sous le nom de 08W. L'AMJ catégorise également le système de tempête tropicale, mais sous le nom de Neoguri le 4 juillet, à la suite du développement de l'œil cyclonique,.
À 9 h UTC, l'AMJ catégorise Neoguri en tempête tropicale sévère, puis en typhon trois heures plus tard, tandis que le système emprunte une trajectoire nord-ouest,. Plus tard le même jour, le JTWC catégorise lui aussi Neoguri en typhon. À midi le 5 juillet, l'Administration des services atmosphériques, géophysiques et astronomiques des Philippines lui attribue le nom de Florita.

## Préparations
Le 6 juillet, l'Agence météorologique du Japon émet une alerte cyclonique sur les Îles Ryūkyū ; selon l'agence, le typhon devrait se déplacer dans les Îles Ryūkyū avec une pression atmosphérique de 910 hPa. L'AMJ le compare au typhon Nancy de 1961, localement appelé 第2室戸台風 (second typhon Muroto par rapport à celui de 1934), qui a frappé les Îles avec une pression de 925 hPa. 500 000 personnes sont ordonnées d'évacuer à l'approche du typhon. Les îles de Miyako et Okinawa sont maintenues le 8 juillet.

## Conséquences

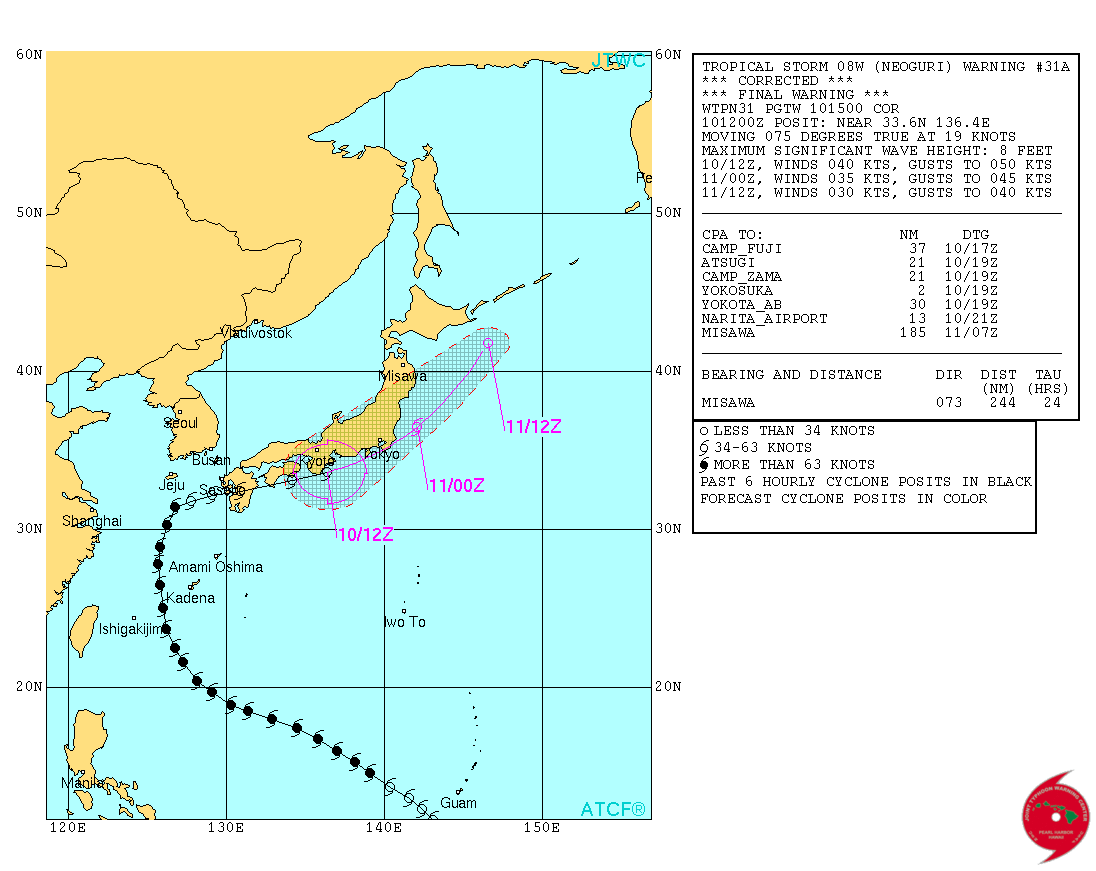
Carte de la trajectoire effectuée et projetée au 8 juillet 2014.